# Tinodes parvus
Tinodes parvus är en nattsländeart som först beskrevs av Walker 1852.  Tinodes parvus ingår i släktet Tinodes och familjen tunnelnattsländor. Inga underarter finns listade i Catalogue of Life.